# Polizdelek
Polizdelek, vmesno blago ali proizvodno blago je delno dokončano blago, ki se uporablja kot vloženi kapital v proizvodnji drugega blaga. Podjetje lahko polizdelke izdeluje in jih nato samo uporabi, lahko pa z njimi tudi trguje na trgu. Vmesni proizvodi postanejo del končnega izdelka ali pa so v procesu spremenjeni do nerezpoznavnosti. Posamezne industrijske panoge med seboj trgujejo s polizdelki. Opredelitev polizdelka kot fizičnega izdelka je lahko zavajujoča, saj storitve v razvitih državah predstavljajo približno polovico skupne vrednosti vložka.
Vmesni proizvodi se ne štejejo v bruto domači proizvod (BDP) države, saj bi to pomenilo dvojno ovrednotenje, vrednost vmesnega produkta pa je že vključena v vrednost končnega blaga. Za izračun vrednosti polizdelka glede na BDP je mogoče uporabiti metodo dodane vrednosti. Tovrsten pristop upošteva vse faze predelave, ki so vključene v proces proizvodnje končnega blaga.